# Carena del Montcal
La Carena del Montcal és una serra situada als municipis de Beuda i Maià de Montcal a la Garrotxa, amb una elevació màxima de 550,3 metres.